# De Kameleon (boekenserie)
De Kameleon is een Nederlandse jeugdboekenserie. De eerste 60 delen werden geschreven door Hotze de Roos. De daarna volgende delen zijn van Piero Stanco en van Fred Diks. Er bestaan inmiddels 72 verschillende titels, waarvan een aantal in het Fries is vertaald. Elf delen uit de Kameleon-reeks zijn in het Duits vertaald onder de serietitel Der Tigerhai; de boeken hadden in Duitsland overigens niet veel succes.

## Algemeen
De boeken gaan over de Friese tweelingbroers Sietse en Hielke Klinkhamer, die met hun boot De Kameleon allerlei avonturen beleven in het fictieve dorp Lenten. Deze dorpsnaam is pas in het 51e deel geïntroduceerd; aanvankelijk werd gesproken over het dorp. Echter, De Roos heeft gesteld dat de gebeurtenissen overal plaats zouden kunnen vinden maar als hij de vraag kreeg wat het dorp was, dan verwees hij naar Grouw.  Tijdens het schrijven gingen zijn gedachten altijd uit naar de streek tussen Grouw en Oldeboorn.
Veel personen en gebeurtenissen uit het leven van Hotze de Roos zijn in de Kameleon-boeken verwerkt. De boeken zijn gesitueerd in Friesland, waar De Roos geboren is. Er zijn ook verschillende elementen uit zijn latere woonplaats Krommenie in Noord-Holland (Zaanstreek) te herkennen. Molen 'De Woudaap' is daar bijvoorbeeld te vinden.
Hotze de Roos schreef alle grappen op die hij hoorde tijdens zijn werk als timmerman en liet die meestal vertellen door Gerben Zonderland.

### Illustratoren
De tweeling en hun wereld kreeg een gezicht met name dankzij de illustrator Gerard van Straaten. Het eerste boek, De schippers van de Kameleon, werd echter geïllustreerd door Pol Dom. Zijn illustraties werden tot de 14e druk van dat boek gebruikt, evenals in de speciale jubileumuitgave als 50e en 51e druk. Herman Giesen illustreerde het tweede en derde deel, die beide tot de 11e druk zijn gebruikt. Hierna nam Van Straaten het stokje over en illustreerde tot aan het 59e deel.
In de jaren negentig van de 20e eeuw besloot uitgeverij Kluitman de boeken te moderniseren. Voor de illustraties werd Ruud Hameeteman gevraagd, die de tweeling en hun wereld een modernere uitstraling gaf. Na twintig delen werd de originele klassieke reeks weer herdrukt met de originele illustraties en verhalen. Hameeteman illustreerde nog wel het 60e, 61e en 62e deel.
Voor de nieuwe start met Fred Diks in 2006 werd Theo Puntman gevraagd te illustreren. Voor de reeks die geschreven is onder pseudoniem van B.M. de Roos worden de illustraties verzorgd door Rudi Jonker.

### Zilveren pen
Hoewel de boeken veel gelezen werden, heeft De Roos nooit een prestigieuze literatuurprijs voor zijn oeuvre ontvangen. Wel kreeg hij in 1980 een zilveren pen uitgereikt van een basisschool uit het Friese Terhorne (Terherne) (nabij Akkrum). Mede als gevolg hiervan is daar sinds 1994 het toeristische themapark Kameleondorp (nu Kameleon Terherne) opgericht.

### De Roos
Na de dood van Hotze de Roos schreef Piero Stanco, de directeur van uitgeverij Kluitman, onder het pseudoniem P. de Roos drie delen (61, 62 en 63): De Kameleon slaat alarm (1992), De Kameleon stuurloos (1995), De Kameleon op jacht (1998)
Daarna schreef Fred Diks drie delen (64, 65, 66): De Kameleon scoort! (2006) over voetbal, Zet 'm op, Kameleon! (2008), en De Kameleon lost het op (2009). 
In 2014 gaf een schrijversduo vervolg aan de reeks. Bies van Ede en Maarten Veldhuis schreven samen onder het pseudoniem B.M. de Roos eveneens drie delen (67, 68, 69): De Kameleon is terug! (2014), Knallen met de Kameleon (2015), en De Kameleon. Onrust in Lenten (2016). 
Vervolgens schreef Maarten Veldhuis onder het pseudoniem M. de Roos deel 70, 71, en 72: Geheimzinnige zaken in Lenten (2017), De Kameleon en het zwaard van Grutte Pier (2019), en De Kameleon en de mysterieuze pup (2021).

## Boeken

### Lijst met titels
1. De schippers van de Kameleon (1949)
2. Kameleon, ahoy! (1951)
3. Redders met de Kameleon (1952)
4. Speurders met de Kameleon (1955)
5. De Kameleon op volle toeren (1956)
6. De Kameleon houdt koers (1958)
7. Goede vaart, Kameleon (1958)
8. Trossen los, Kameleon (1959)
9. De Kameleon in 't zoeklicht (1959)
10. De Kameleon opnieuw in actie (1960)
11. De Kameleon in de branding (1961)
12. Vivat, Kameleon! (1961)
13. De Kameleon blijft favoriet! (1962)
14. De Kameleon wint de prijs! (1962)
15. De Kameleon brengt geluk! (1963)
16. Bravo, Kameleon! (1963)
17. Vakantie met de Kameleon (1964)
18. De Kameleon viert feest! (1964)
19. Tip top, Kameleon (1965)
20. De Kameleon schiet te hulp (1965)
21. Trouwe vrienden van de Kameleon (1966)
22. De Kameleon staat voor niets! (1966)
23. Met de Kameleon erop los! (1967)
24. De Kameleon altijd paraat (1967)
25. De Kameleon slaat zijn slag (1968)
26. De Kameleon pakt aan! (1968)
27. Ruim baan, Kameleon (1969)
28. De Kameleon vaart uit! (1969)
29. De Kameleon treft doel! (1970)
30. Volle kracht, Kameleon! (1970)
31. Met de Kameleon op avontuur (1971)
32. De Kameleon maakt schoon schip (1971)
33. De Kameleon knapt het op! (1972)
34. Met de Kameleon vooruit (1972)
35. De Kameleon steekt van wal (1973)
36. De Kameleon doet een goede vangst! (1973)
37. De vlag in top voor de Kameleon (1974)
38. De Kameleon in de storm (1974)
39. Alle hens aan dek, Kameleon! (1975)
40. De Kameleon krijgt nieuwe vrienden (1975)
41. Op reis met de Kameleon! (1976)
42. De Kameleon heeft succes (1976)
43. De Kameleon vaart voorop! (1977)
44. Lang leve de Kameleon! (1977)
45. De Kameleon helpt altijd! (1978)
46. De Kameleon ruikt onraad (1978)
47. De Kameleon geeft vol gas (1979)
48. De Kameleon maakt plezier (1979)
49. De Kameleon ligt op de loer (1980)
50. De Kameleon in het goud (1980)
51. De Kameleon houdt stand! (1981)
52. De Kameleon vaart door (1981)
53. De Kameleon gooit het roer om (1982)
54. Recht door zee, Kameleon (1982)
55. De Kameleon op dreef (1983)
56. De Kameleon in woelig water (1984)
57. Met de Kameleon voor de wind (1985)
58. De Kameleon heeft goed nieuws (1988)
59. De Kameleon draagt zijn steentje bij (1989)
60. De Kameleon maakt het helemaal (1991)
61. De Kameleon slaat alarm (1992, P. de Roos)
62. De Kameleon stuurloos (1995, P. de Roos)
63. De Kameleon op jacht (1998, P. de Roos)
64. De Kameleon scoort! (2006, Fred Diks)
65. Zet 'm op, Kameleon! (2008, Fred Diks)
66. De Kameleon lost het op (2009, Fred Diks)
67. De Kameleon is terug! (2014, B.M. de Roos)
68. Knallen met de Kameleon (2015, B.M. de Roos)[3]
69. De Kameleon Onrust in Lenten (2016, B.M. de Roos)
70. De Kameleon Geheimzinnige zaken in Lenten (2017, M. de Roos)
71. De Kameleon en het zwaard van Grutte Pier (2019, M. de Roos)
72. De Kameleon en de mysterieuze pup (2021, M. de Roos)

### Kameleon Junior-uitgave
Deze boeken hebben dezelfde schrijfwijze als de oorspronkelijke uitgaven, maar zijn geschreven door Fred Diks en geïllustreerd door Harmen van Straaten (neef van Gerard van Straaten). Ze zijn eveneens uitgegeven door uitgeverij Kluitman, maar geschreven voor een jonger publiek.
1. De Kameleon vindt de schat (2005)
2. De Kameleon jaagt op boeven (2005)
3. De Kameleon gaat op speurtocht (2005)
4. Monster in het meer (2006)
5. De Kameleon en de Bende van Vier (2007)
6. Het geheim van Lenten (2007)
7. Het raadsel van de poldervaart (2009)
8. De Kameleon vangt de dief (2011)

### Vertalingen in het Fries
Deze boeken hebben dezelfde kaften als de oorspronkelijke uitgaven. Ze zijn echter niet door Kluitman uitgegeven, maar door uitgeverij Bornmeer.
1. De skippers fan de Kameleon (vert. Akky van der Veer, 1995)
2. De Kameleon hat súkses (vert. Eildert Duijff, 1995)
3. De Kameleon bringt gelok (vert. Akky van der Veer, 1995)
4. Grutte maten fan de Kameleon (vert. Eildert Duijff, 1995)
5. De Kameleon fernimt ûnrie (vert. Jetske Bilker, 1995)
6. Op reis mei de Kameleon (vert. Jetske Bilker, 1995)
7. De Kameleon yn 'e brâning (vet. Jetske Bilker, 1998)
8. Goede feart Kameleon (vert. Jetske Bilker, 1999)
9. Fakânsje mei de Kameleon (vert. Jantsje Post, 2003)
10. De Kameleon stekt fan wâl (vert. Jetske Bilker, 2004)

### Vertalingen in het Duits
1. Tigerhai Volle Fahrt voraus (1967)
2. Tigerhai greift ein (1967)
3. Tigerhai Eine Falle schnappt zu (1968)
4. Tigerhai Auf Verfolgungsjagd (1969)
5. Tigerhai Notruf von See (1970)
6. Tigerhai als Feuerwehr (1971)
7. Tigerhai Freund in Not (1972)
8. Tigerhai Die Wundermaschine (1973)
9. Tigerhai Platz und Sieg (1974)
10. Tigerhai Den Autodieben auf der Spur (1975)
11. Tigerhai Sturmfahrt (1976)

## Alle verfilmingen
| Jaar | Titel                        | Opmerking      |
| ---- | ---------------------------- | -------------- |
| 2003 | De schippers van de Kameleon | Bioscoopfilm   |
| 2004 | De Kameleon ontvoerd         | Musical        |
| 2005 | Kameleon 2                   | Bioscoopfilm   |
| 2018 | De Kameleon                  | Televisieserie |
| 2021 | De Kameleon aan de ketting   | Bioscoopfilm   |

Hiernaast zijn er een aantal semi-amateurproducties gemaakt met daarin acteurs uit de officiële verfilmingen, vanaf 2005 allemaal geschreven en geregisseerd door Arjen Rooseboom. Deze zijn te zien in de bioscoopzaal in het Kameleondorp.
| Jaar | Titel                             | Opmerking     |
| ---- | --------------------------------- | ------------- |
| 2002 | De Kameleon sjocht yn it waar     | Studentenfilm |
| 2005 | De Kameleon en de dubbelganger    | Korte film    |
| 2007 | De Kameleon als schokkend doelwit | Speelfilm     |
| 2022 | De Kameleon en het watermonster   | Korte film    |
| 2023 | De Kameleon op schattenjacht      | Korte film    |
| 2023 | Kameleondorp op stelten           | Musical       |

H. de Roos: 1. De schippers van de Kameleon · 2. Kameleon, ahoy! · 3. Redders met de Kameleon · 4. Speurders met de Kameleon · 5. De Kameleon op volle toeren · 6. De Kameleon houdt koers · 7. Goede vaart, Kameleon · 8. Trossen los, Kameleon · 9. De Kameleon in 't zoeklicht · 10. De Kameleon opnieuw in actie · 11. De Kameleon in de branding · 12. Vivat, Kameleon! · 13. De Kameleon blijft favoriet! · 14. De Kameleon wint de prijs! · 15. De Kameleon brengt geluk! · 16. Bravo, Kameleon! · 17. Vakantie met de Kameleon · 18. De Kameleon viert feest! · 19. Tip top, Kameleon · 20. De Kameleon schiet te hulp · 21. Trouwe vrienden van de Kameleon · 22. De Kameleon staat voor niets! · 23. Met de Kameleon erop los! · 24. De Kameleon altijd paraat · 25. De Kameleon slaat zijn slag · 26. De Kameleon pakt aan! · 27. Ruim baan, Kameleon · 28. De Kameleon vaart uit! · 29. De Kameleon treft doel! · 30. Volle kracht, Kameleon! · 31. Met de Kameleon op avontuur · 32. De Kameleon maakt schoon schip · 33. De Kameleon knapt het op! · 34. Met de Kameleon vooruit · 35. De Kameleon steekt van wal · 36. De Kameleon doet een goede vangst! · 37. De vlag in top voor de Kameleon · 38. De Kameleon in de storm · 39. Alle hens aan dek, Kameleon! · 40. De Kameleon krijgt nieuwe vrienden · 41. Op reis met de Kameleon! · 42. De Kameleon heeft succes · 43. De Kameleon vaart voorop! · 44. Lang leve de Kameleon! · 45. De Kameleon helpt altijd! · 46. De Kameleon ruikt onraad · 47. De Kameleon geeft vol gas · 48. De Kameleon maakt plezier · 49. De Kameleon ligt op de loer · 50. De Kameleon in het goud · 51. De Kameleon houdt stand! · 52. De Kameleon vaart door · 53. De Kameleon gooit het roer om · 54. Recht door zee, Kameleon · 55. De Kameleon op dreef · 56. De Kameleon in woelig water · 57. Met de Kameleon voor de wind · 58. De Kameleon heeft goed nieuws · 59. De Kameleon draagt zijn steentje bij · 60. De Kameleon maakt het helemaal 

P. de Roos: 61. De Kameleon slaat alarm · 62. De Kameleon stuurloos · 63. De Kameleon op jacht · Fred Diks: 64. De Kameleon scoort! · 65. Zet 'm op, Kameleon! · 66. De Kameleon lost het op · B.M. de Roos: 67. De Kameleon is terug! · 68 Knallen met de Kameleon